# Новодмитриевский (Ростовская область)
Новодми́триевский — хутор в Милютинском районе Ростовской области.
Входит в состав Селивановского сельского поселения.

## Население
| 2010 |
| ---- |
| 309  |

## Улицы
| - ул. Агеевка, - ул. Власовка, - ул. Гаражная, - ул. Гвоздевка, - ул. Заречная, | - ул. Комаровка, - ул. Кузнецовка, - ул. Новодмитриевка, - пер. Тупиковый. |